# 楠木正元
楠木 正元（くすのき まさもと）は室町時代の武将。贈従四位。楠木正成の孫で楠木正儀の子。将軍足利義満を暗殺しようとして露見、処刑されたという説がある。

## 生涯
楠木正成の三男楠木正儀の子として出生、幼名・通称は二郎（『全休庵楠系図』、『群書類従』所収『橘氏系図』）。南朝に仕える。官職は河内介（『全休庵楠系図』）。
元中9年/明徳3年（1392年）春、畠山基国が率いる室町幕府軍によって本拠千早城が落とされる。
同年、残党と共に斬首される（『全休庵楠系図』）。
『桜雲記』下巻によれば、千早城陥落から南北朝合一（明徳の和約）の間までの話として、正元は密計して京に入り、将軍足利義満を暗殺しようとしたが、実行の前に事が露見して処刑された。時の人々は、正成・正行の忠志に違わない人だと正元を称賛したという。
大正4年（1915年）11月大嘗会において、従四位を追贈された。

## 『松染情史秋七草』
『桜雲記』下巻では暗殺実行前に処刑されているが、曲亭馬琴による江戸時代後期の文学作品『松染情史秋七草』はこの逸話を踏まえ、将軍足利義満の暗殺を実行に移すも、失敗して翌日に処刑されたとして描いている。また、同作品は正元の遺児である操丸（久松）を主人公として描いている。